# Giovanni Battista Coletti
Pour les articles homonymes, voir Coletti.
Giovanni Battista Coletti (né le 8 décembre 1948 à Trévise) est un fleurettiste italien.

## Biographie
Giovanni Battista Coletti est médaillé d'argent par équipe aux Jeux olympiques d'été de 1976 à Montréal, avec Fabio Dal Zotto, Attilio Calatroni, Stefano Simoncelli et Carlo Montano.